# Norfolkia leeuwin
Norfolkia leeuwin är en fiskart som beskrevs av Fricke, 1994. Norfolkia leeuwin ingår i släktet Norfolkia och familjen Tripterygiidae. Inga underarter finns listade i Catalogue of Life.